# 둥랴오현
둥랴오현(한국어: 동료현, 중국어: 东辽县, 병음: Dōngliáo Xiàn)은 중화인민공화국 지린성 랴오위안 시의 행정구역이다. 넓이는 2174km2이고, 인구는 2007년 기준으로 350,000명이다.

## 행정 구역
9개 진, 4개 향을 관할한다.
- 진：白泉镇、辽河源镇、渭津镇、安恕镇、平岗镇、泉太镇、建安镇、安石镇、云顶镇。
- 향：凌云乡、甲山乡、足民乡、金州乡。